# Achille Stennio
Achille Stennio (Genova, 4 marzo 1866 – Devetaki, 17 settembre 1916) è stato un militare italiano insignito della medaglia d'oro al valor militare alla memoria nel corso della prima guerra mondiale.

## Biografia

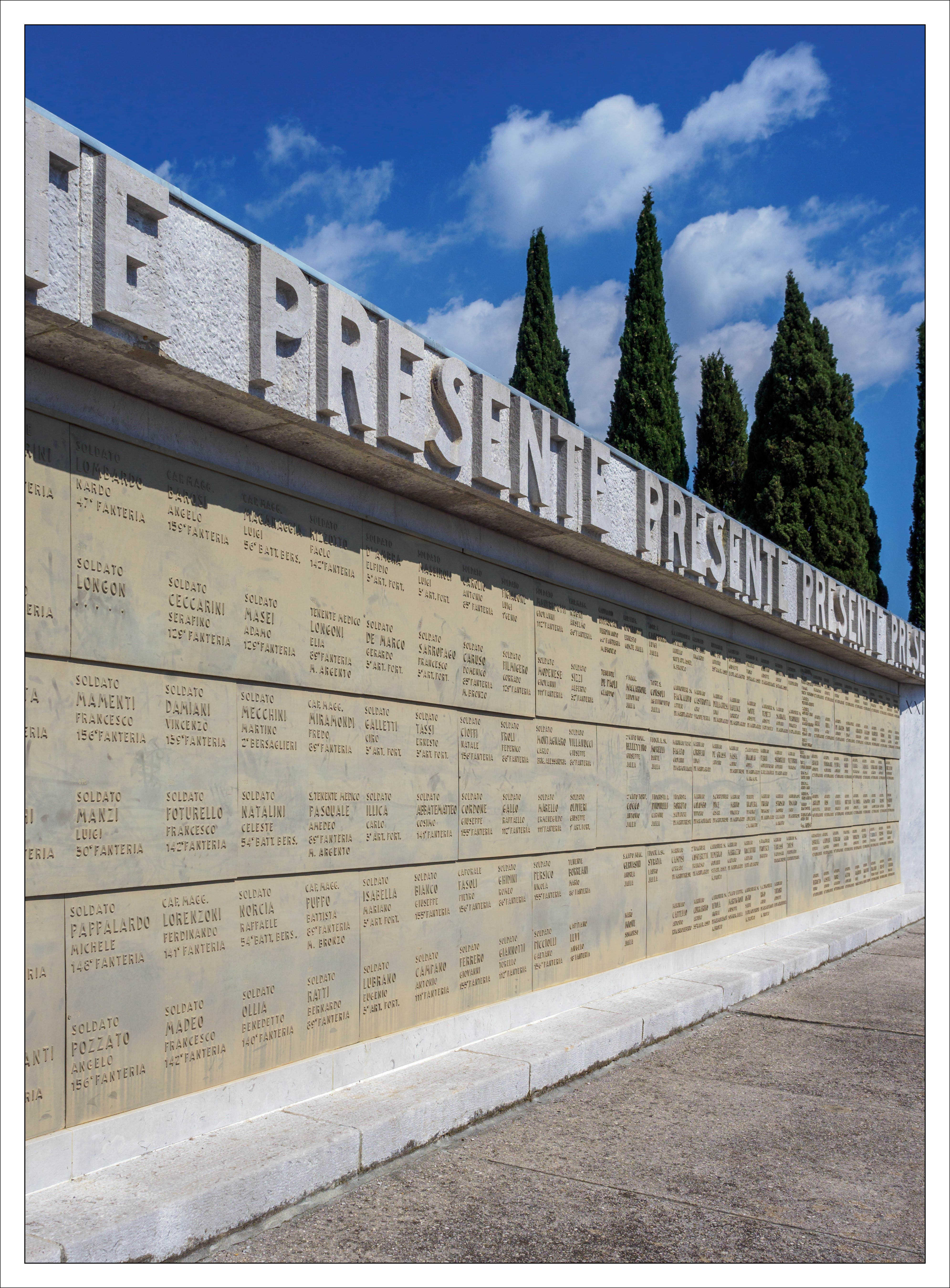
Sacrario militare di Redipuglia.

Nacque a Genova il 4 marzo 1866  A partire dall'ottobre 1883 frequentò la Scuola militare uscendone nel 1888 con il grado di sottotenente dell'arma di fanteria in forza al 29º Reggimento. Divenuto capitano nel 1901 fu trasferito a 68º Reggimento. Con il 68° prese parte alla guerra italo-turca a partire dall'ottobre 1911, dove si distinse particolarmente, ottenendo un encomio solenne e la promozione a maggiore. Rientrò in Italia per un breve periodo e poi fu di nuovo in Libia assegnato al comando del III Battaglione eritreo. Dal gennaio 1913 all'ottobre 1914 prese parte alla campagna per il consolidamento della conquista della Libia, ricevendo un altro encomio solenne e la Croce di Cavaliere dell'Ordine militare di Savoia.
Promosso tenente colonnello nel novembre 1915 rientrò in Italia per combattere sul fronte giulio. Nel marzo 1916 divenne comandante del III Battaglione del 9º Reggimento fanteria della Brigata Regina posto in prima linea nel settore del Monte San Michele.
Comandò gli attacchi per la conquista di una munita ridotta nemica, denominata "il Fortino", sulla sella fra il Monte San Martino e il Monte San Michele, mantenendola poi saldamente per tre giorni, nonostante i continui contrattacchi e il fuoco delle artiglierie austro-ungariche. Per questo fatto fu decorato con la medaglia di bronzo al valor militare. Divenuto colonnello assunse il comando del reggimento, e il 12 agosto lo comandò nella conquista di Oppacchiasella. Il 17 settembre il reggimento riprese l'attacco contro le forti posizioni nemiche di Devetaki. Durante il combattimento andò nella trincea più avanzata per compiere una accurata e minuta preparazione dell'attacco, studiando nel contempo i particolari del terreno. Mentre era in piedi sulla trincea conquistata dirigendo l'afflusso dei rinforzi fu colpito a morte in pieno petto da una raffica di mitragliatrice. Con motu proprio del 26 ottobre 1916 re Vittorio Emanuele III lo insignì della medaglia d'oro al valor militare alla memoria. La sua salma e sepolta nel cimitero di guerra di Redipuglia.

### Fonti
1. ↑  Carolei, Greganti, Modica 1968, p. 268.
2. 1 2 3  Pietre della Memoria.
3. 1 2 3 4 5 6  Combattenti Liberazione.
4. 1 2 3 4 5 6 7 8 9  Cadeddu, Gaspari, Seccia, Severini, Todero 2020, p. 103.
5. 1 2  Cadeddu, Gaspari, Seccia, Severini, Todero 2020, p. 104.
6. 1 2  Cadeddu, Gaspari, Seccia, Severini, Todero 2020, p. 105.
7. ↑  Quirinale - scheda - visto 23 marzo 2023
8. ↑  Quirinale - scheda - visto 23 marzo 2023